# 鮑伯·帕森斯
鮑伯·帕森斯(Bob Parsons)是一個美國企業家。他是網域註冊商The Go Daddy Group, Inc.的執行長以及創辦人。Go Daddy是由ICANN認可的域名註冊商，Wild West Domains以及Blue Razor的經銷商。其他相關企業包括網域隱私權公司Domains by Proxy Inc.。